# Selvadius nunenmacheri
Selvadius nunenmacheri är en skalbaggsart som beskrevs av Gordon 1970. Selvadius nunenmacheri ingår i släktet Selvadius och familjen nyckelpigor. Inga underarter finns listade i Catalogue of Life.